# Woodson (Arkansas)
Woodson – jednostka osadnicza w Stanach Zjednoczonych, w stanie Arkansas, w hrabstwie Pulaski.